# セルジュ・ムーメンターラー
セルジュ・ムーメンターラー（英語: Serge Muhmenthaler、1953年5月20日 - ）は、スイス連邦の元サッカー選手であり、サッカー審判を務めた人物である。

## 経歴・人物
- スイス連邦のゾロトゥルン州グレンヒェン（英語版）出身。
- ユース時代に地元のクラブチームであるFCグレンヒェン（英語版）に入り、スイスチャレンジリーグでフォワードとしてプレーし、1970-71シーズンにチームをトップリーグであるナツィォナール・リーガA昇格へ導き、またゾロトゥルン州で開催されるクラブチームカップのユーレンカップ（英語版）では1971年度決勝でFCバーゼルを下す立役者となった[1]。
- 1972年にBSCヤングボーイズ、1975年にFCバーゼルへ移籍してプレーしたが、膝を故障した影響もあり20代前半で引退を余儀なくされた[2]。
- 現役引退後は審判員に転向した。
- 1980年よりスイスプロリーグ（ナツィォナール・リーガA）の審判員となり[3]、スイスサッカー協会所属として1989年より国際サッカー連盟（FIFA）公認審判員となった[3]。
- 国際審判員としての彼は、75試合で主審を務めた[3]。自身が担当した試合の中にはUEFAカップ 1995-96 決勝のバイエルン・ミュンヘン（ドイツ）対FCジロンダン・ボルドー（フランス）第1戦がある[4]。
- また1993年10月の1994 FIFAワールドカップ・アジア予選の最終予選大会（カタール・ドーハ）では、国際サッカー連盟からの指示によりアジアサッカー連盟（AFC）ではなく欧州サッカー連盟（UEFA）所属の審判員が全試合を担当することになり、ムーメンターラーも10月28日の日本 対 イラク戦（ドーハの悲劇）の主審を務めた[5][6]。